# Światowa Unia dla Judaizmu Postępowego

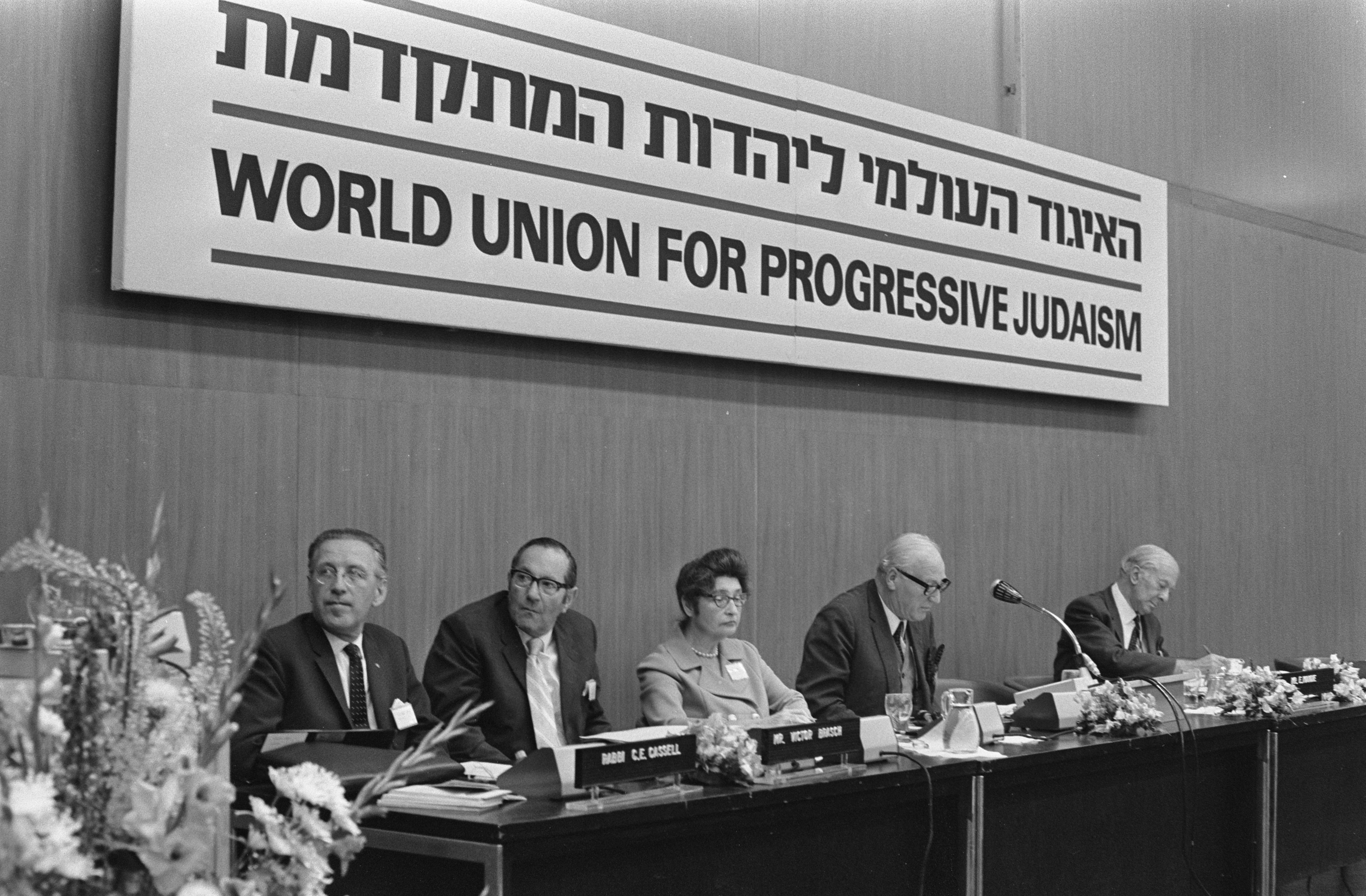
Amsterdam (1970)

Światowa Unia dla Judaizmu Postępowego (ang. World Union for Progressive Judaism, WUPJ) – największy w skali światowej reformowany ruch żydowski, działającym w 42 krajach, na 6 kontynentach. Unia została założona w 1926 roku w Londynie, jej siedziba mieści się w Jerozolimie, a biura regionalna znajdują się w Londynie, Moskwie i Nowym Jorku.